# St-Theudère (Saint-Chef)

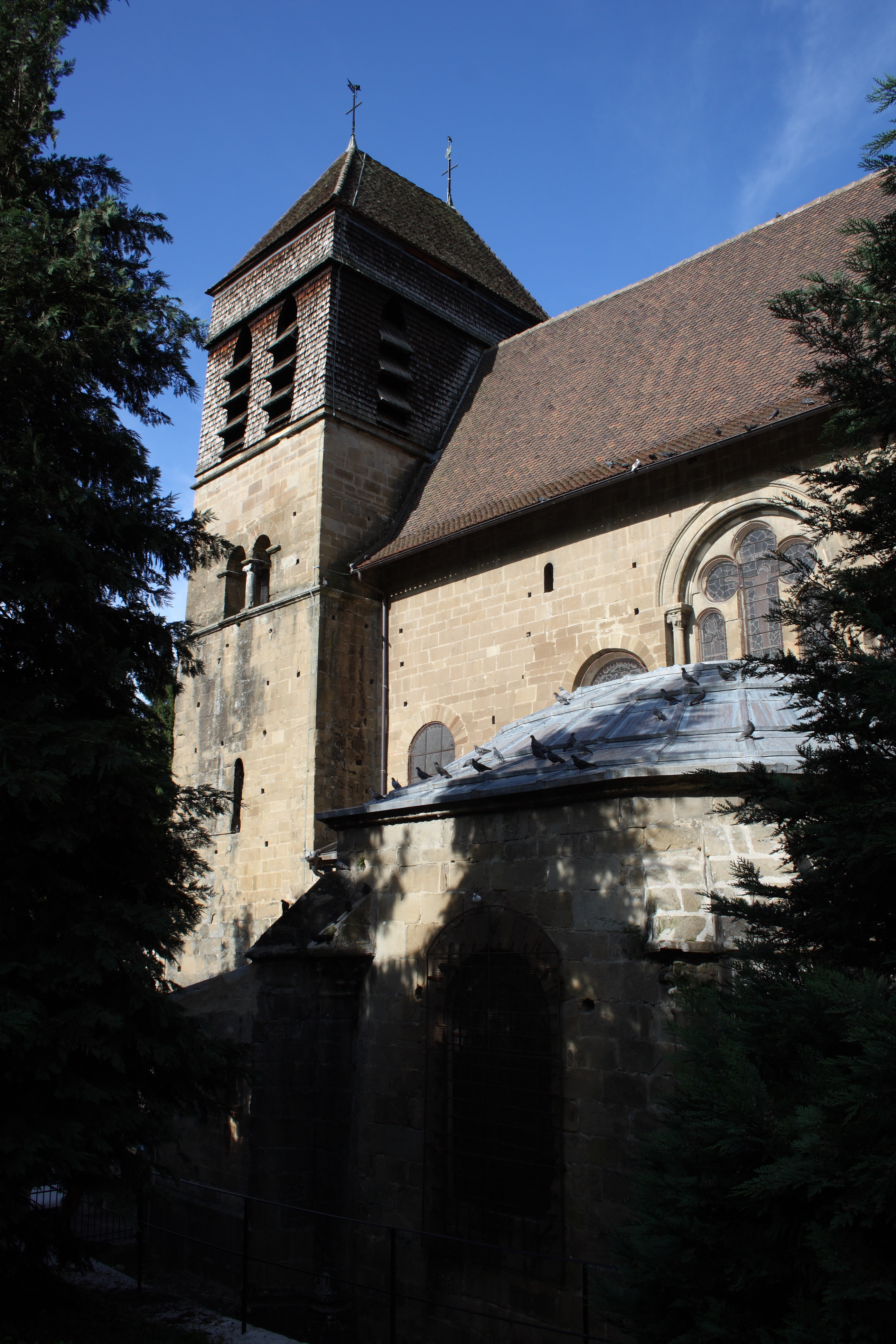
Kirche Saint-Theudère, Turm und Chorhaupt

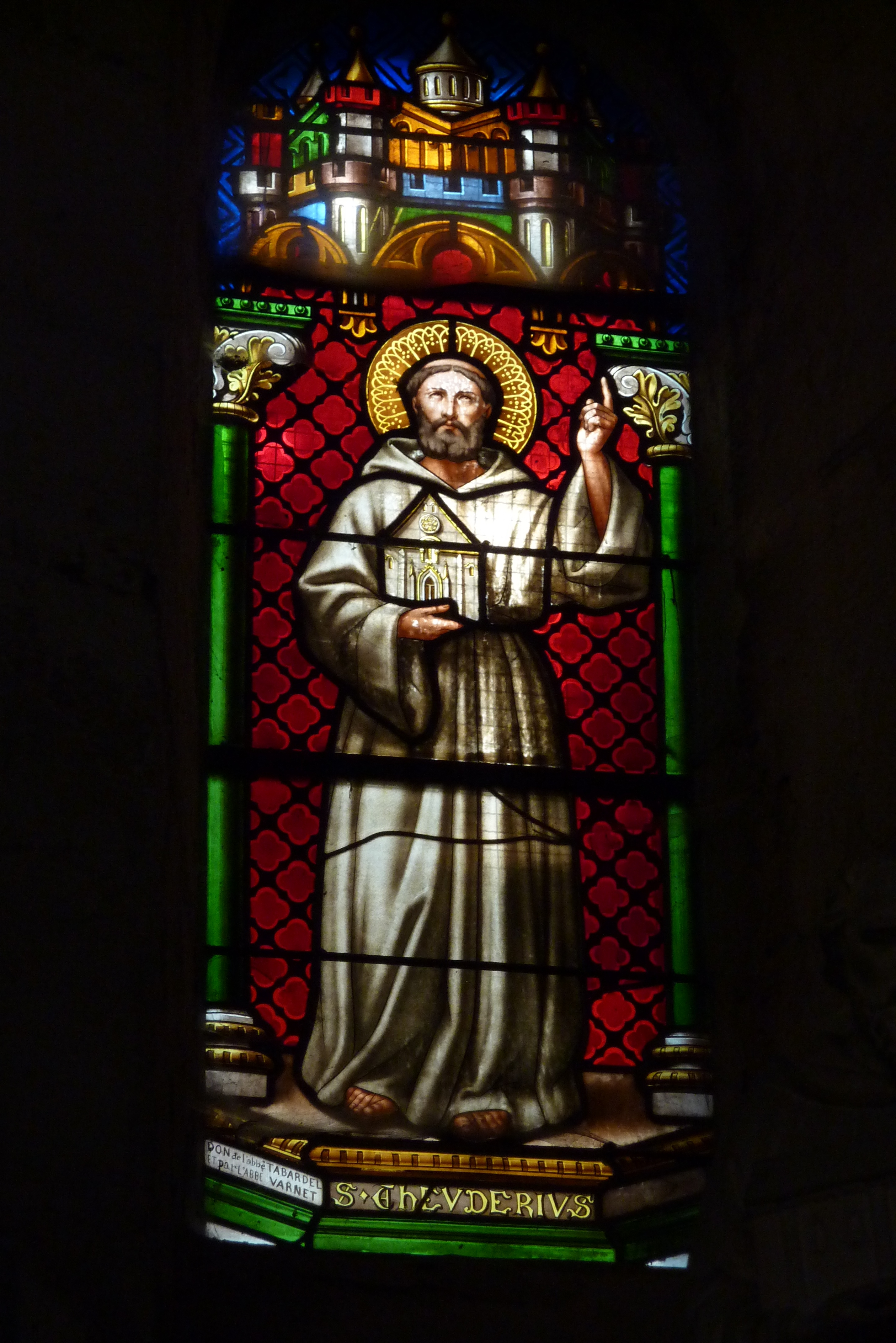
Bleiglasfenster mit der Darstellung des heiligen Theudarius

Die ehemalige Abteikirche Saint-Theudère in Saint-Chef, einer Gemeinde im Département Isère in der französischen Region Auvergne-Rhône-Alpes, wurde im 12. Jahrhundert errichtet. In der Kirche sind Wandmalereien aus dem 12. und 15. Jahrhundert erhalten (Monument historique (Objekt) seit 1840). Im Jahr 1840 wurde die Kirche als Monument historique in die Liste der Baudenkmäler (Base Mérimée) in Frankreich aufgenommen.

## Geschichte
Der Name Saint-Theudère erinnert an Theudarius von Vienne († ca. 575), der in Saint-Chef ein Kloster gründete und nach seinem Tod dort bestattet wurde. Die Geschichte der Abtei und das Leben des Heiligen sind in der Vita des heiligen Theudarius überliefert, die Erzbischof Ado von Vienne um 870 verfasste. Nachdem das Kloster bei den Normanneneinfällen zerstört worden war, ließ es Erzbischof Barnoin von Vienne wiederaufbauen und von Mönchen besiedeln, die aus Montier-en-Der in der Champagne vor den Normannen geflohen waren. Saint-Chef entwickelte sich zu einer bedeutenden Abtei, der mehrere Priorate unterstanden und die das Patronatsrecht über zahlreiche Kirchen ausübte.
Ab der zweiten Hälfte des 10. Jahrhunderts wurden neue Klostergebäude errichtet, die wie die Kirche im 12. Jahrhundert fertiggestellt wurden. Im 14. Jahrhundert verlor die Abtei ihre Selbständigkeit und wurde dem Erzbischof von Vienne unterstellt. Im Jahr 1536 wurde die Abtei in ein Kanonikerstift umgewandelt, das 1774 aufgegeben wurde.
Die Konventsgebäude wurden zum großen Teil während der Französischen Revolution zerstört. Die restlichen Gebäude mussten um 1850 dem Bau einer Straße weichen. Nur die Kirche blieb erhalten.

## Architektur

### Außenbau
Über dem südlichen Querschiff erhebt sich ein querrechteckiger Turm, der auf der dritten Etage von Rundbogenöffnungen und einer Drillingsarkade an der Südseite durchbrochen ist. Die Außenseiten des innen halbrunden Chors umschreiben ein Dreieck. Das romanische Portal der Westfassade wurde im 15. Jahrhundert durch ein gotisches Portal ersetzt.

### Innenraum
Die Kirche besitzt ein dreischiffiges Langhaus mit sieben Jochen und ein schmales Querhaus. Das Gewölbe des Langhauses ruht auf Rundbogenarkaden, die von achteckigen Pfeilern getragen werden. Es wurde im 15. Jahrhundert errichtet, als das Mittelschiff erhöht wurde. Die Querhausarme sind in zwei Joche unterteilt und öffnen sich im Osten zu zwei Kapellen mit halbrunden Apsiden. Die beiden inneren Joche des Querhauses besitzen Tonnengewölbe, die beiden äußeren Joche tragen Kreuzgratgewölbe. Über den Querhausarmen befinden sich auf jeder Seite zwei Kapellen.

## Fresken
In drei Kapellen, der Kapelle Saint-Clément im nördlichen Querhaus und in der Kapelle Saint-Theudère im südlichen Querhaus sowie in der über der Kapelle Saint-Clément gelegenen Chapelle des Anges (Engelskapelle) sind romanische Fresken erhalten.
Die Fresken der beiden unteren Kapellen sind unvollständig. Sie wurden 1884 unter mehrfachen Putzschichten entdeckt und 1972 restauriert. Auf dem Kreuzgratgewölbe der Kapelle Saint-Clément sind die Paradiesströme zu erkennen. An der Westseite verkündet der Erzengel Gabriel Zacharias die Geburt von Johannes dem Täufer und an der Nordseite Maria die Geburt Jesu. Auf der Kalotte der Apsis ist der thronende Christus dargestellt.
In der Kapelle Saint-Theudère ist eine Figur zu erkennen, die als der heilige Theudarius gedeutet wird, der ein Modell seiner Kirche in der Hand hält.
Die nur über eine steile Wendeltreppe zugängliche obere Kapelle, Chapelle des Anges, ist vollständig mit Fresken ausgemalt. Im Gegensatz zu den Fresken der unteren Kapellen waren sie niemals überputzt worden. Im 16. Jahrhundert richteten die Kanoniker in der Kapelle ihr Archiv ein und die mittelalterlichen Fresken blieben hinter den Archivschränken unversehrt erhalten. Zwischen 1959 und 1961 wurden sie restauriert.
Thema der Fresken sind die Geheime Offenbarung des Johannes von Patmos und seine Vision vom Himmlischen Jerusalem. In der Mitte der Decke thront Christus als Weltenrichter in einer Mandorla. Zu seiner Rechten und zu seiner Linken stehen sieben Engel, manche halten Spruchbänder in den Händen. Die äußeren Engel sind sechsflügelige Seraphe. Zu seinen Füßen steht Maria, in einen dunklen Umhang gehüllt, umgeben von sieben Engeln. Auf der gegenüberliegenden Seite, über dem Haupt Christi, schwebt in einem Medaillon das Lamm Gottes. Ein karolingischer Kirchenbau versinnbildlicht das Himmlische Jerusalem. In den vier Fenstern sieht man die Köpfe von Auserwählten, die in das Paradies eingegangen sind. Links davon weist ein Engel einer Figur mit Heiligenschein, die als Johannes von Patmos, der Autor der Apokalypse, gedeutet werden kann, die himmlische Stadt. Auf der rechten Seite zeigt ein Engel auf zwei kleinere Figuren, die Adam und Eva darstellen. Diese sind zweifach vertreten, vor und nach dem Sündenfall, worauf der stilisierte Baum der Erkenntnis in ihrer Mitte hinweist.
Auf den Szenen an den Wänden werden neben den zwölf Aposteln zwölf Personen des Alten Testaments dargestellt, die auf König David weisen und als Propheten gedeutet werden. Sie versinnbildlichen den Übergang vom Alten zum Neuen Testament. Weitere Szenen stellen Auserwählte dar, in weiß gekleidete heilige Frauen, Bischöfe und Propheten.
In der Mitte des Apsisbogens thront das Lamm Gottes von zwei Engeln umgeben. Die Darstellung des thronenden Christus und die Symbole der Evangelisten Johannes und Matthäus, Adler und geflügelter Mensch, auf der Halbkuppel sind nur noch fragmentarisch erhalten. An den Wänden sind die Erzengel Gabriel, Michael und Raphael sowie der heilige Georg, dessen Kopf plastisch gestaltet ist, dargestellt.

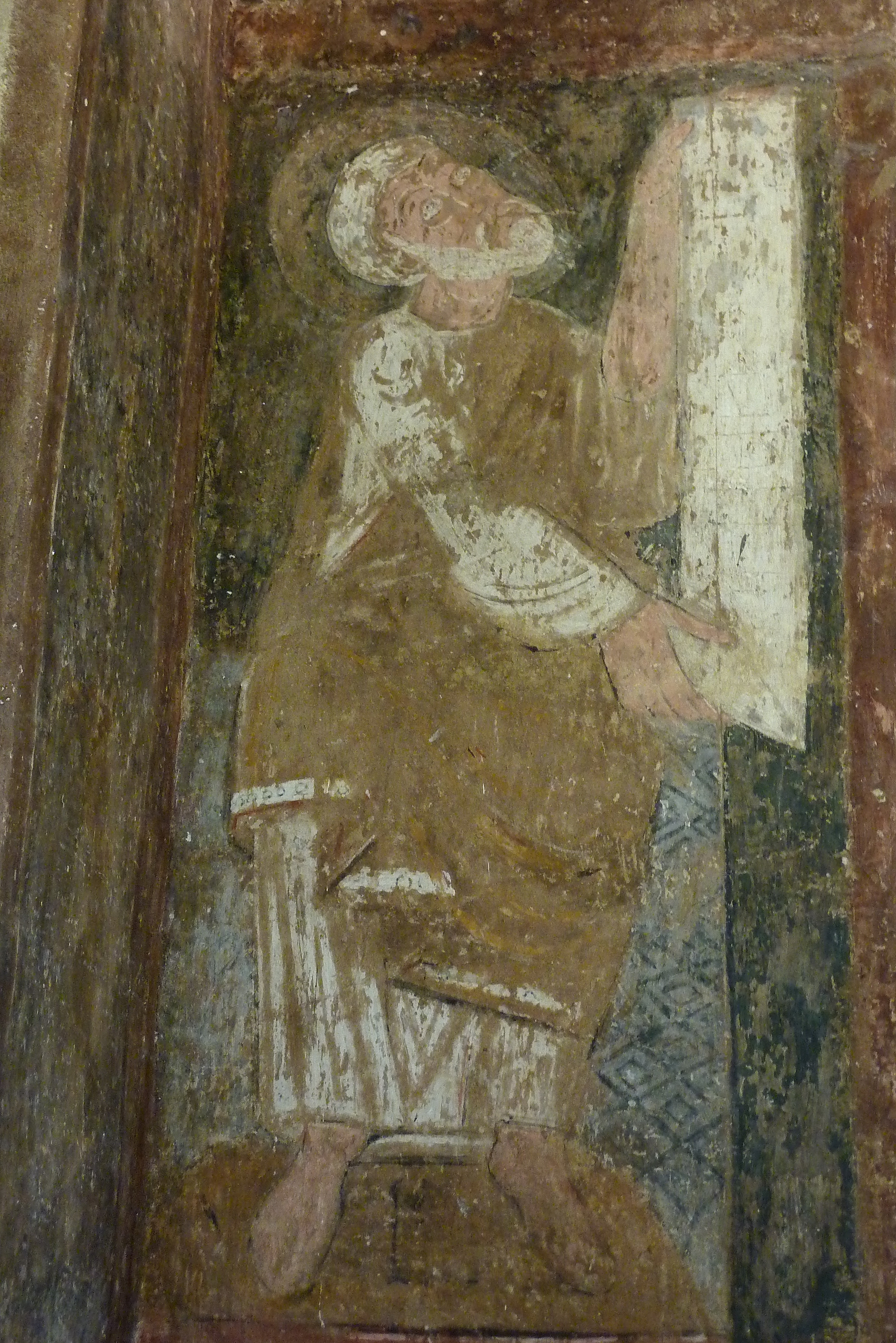
Fresko mit der Darstellung des Propheten Jesaja
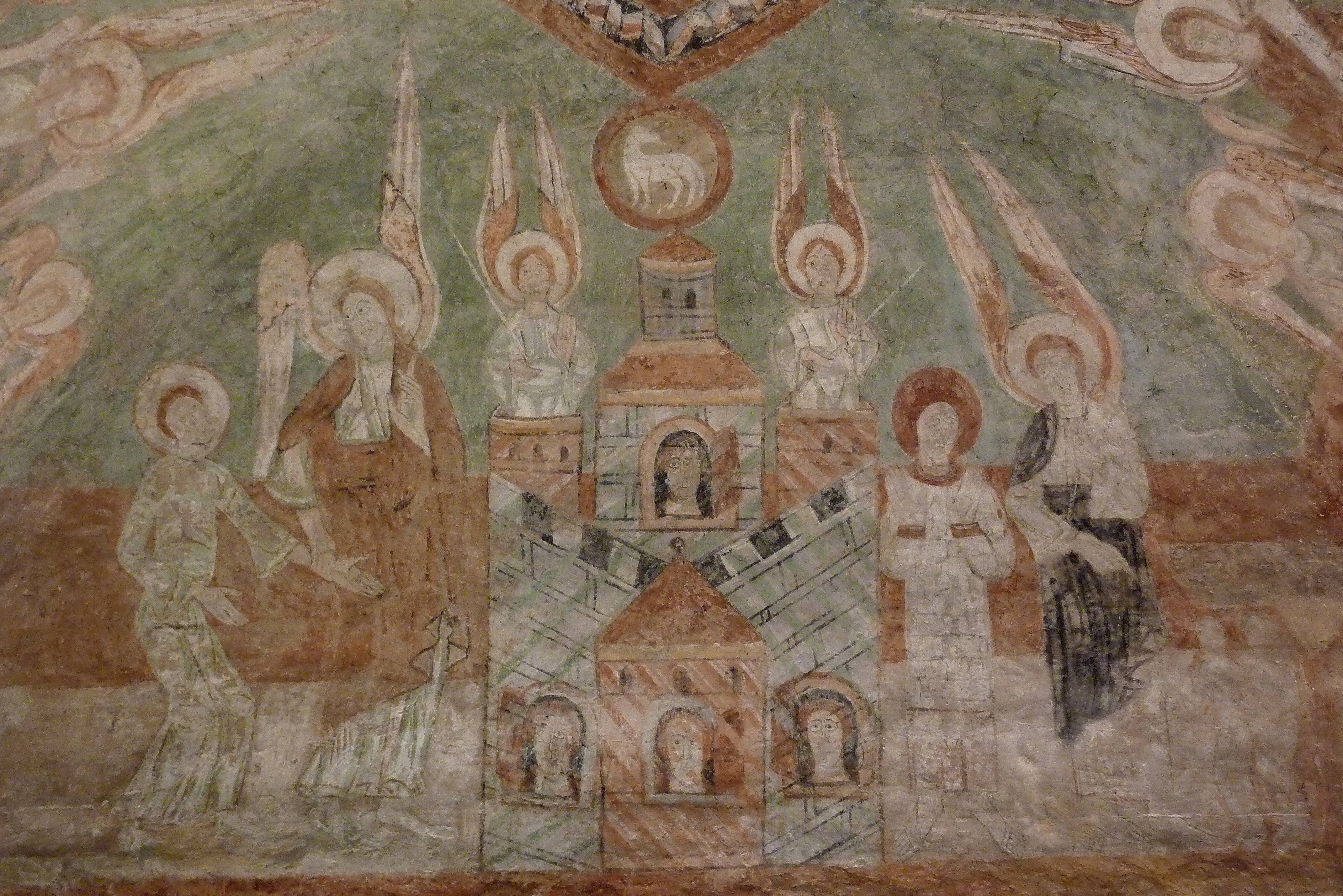
Fresko mit der Darstellung des Himmlischen Jerusalem
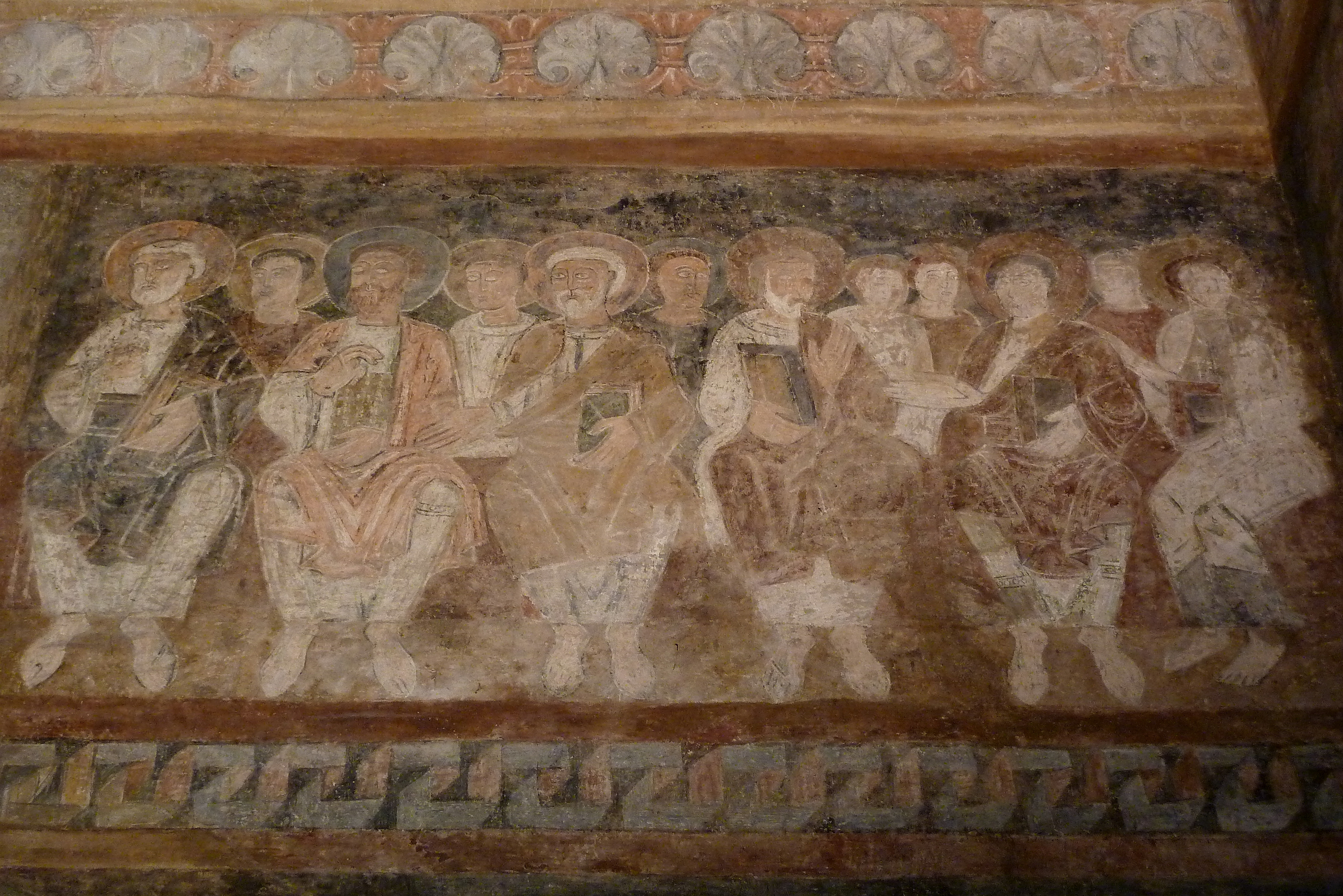
Fresko mit der Darstellung der zwölf Apostel